# Cervese Nord
Cervese Nord è un quartiere della città di Cesena.
Si estende su una superficie di 34,78 km², confinando ad ovest con il quartiere Ravennate, a sud con i quartieri Cervese Sud e Al Mare, con il quale confina anche a est. Conta una popolazione di 6 253 abitanti (dati del 2007).
Il suo territorio comprende le frazioni:
- Bagnile
- Calabrina
- Gattolino
- Pioppa
- Pontecucco
- San Giorgio
- Villa Calabra

A San Giorgio è presente la scuola elementare e la scuola media inferiore. Sono state tra l'altro appena trasferite nel nuovo edificio costruito dal Comune.